# Euprepina shannoni
Euprepina shannoni är en tvåvingeart som beskrevs av Hull 1971. Euprepina shannoni ingår i släktet Euprepina och familjen svävflugor. Inga underarter finns listade i Catalogue of Life.